# Per Aabel

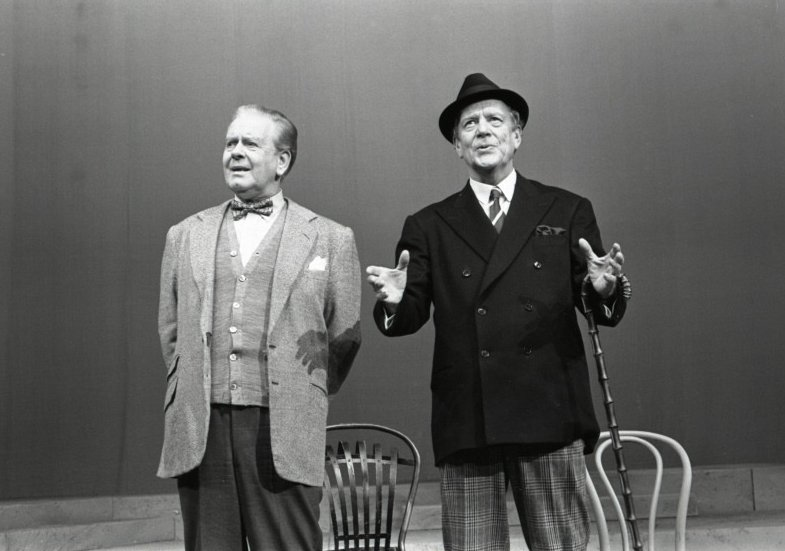
Peer Aabel con Stein Grieg Halvorsen (1909-2013), en el Teatro Nacional, 1971.

Per Aabel (25 de abril de 1902 - 22 de diciembre de 1999) fue un actor, artista, bailarín y coreógrafo noruego.

## Biografía
Su nombre completo era Per Pavels Aabel, y nació en la actual Oslo, Noruega, siendo su padre Hauk Aabel, un popular actor noruego, y su madre Svanhild Johannessen, también actriz. Estudió en la compañía Ballets Rusos de Sergei Diaghilev en Londres, tras haber hecho lo mismo en el ballet de Enrico Cecchetti. Igualmente se formó en la Academia de Bellas Artes de París y en la escuela de Sigurd Halling, donde coincidió con el futuro Olaf V de Noruega, con el cual mantuvo una amistad toda la vida. También aprendió en Viena con el director teatral Max Reinhardt, debutando finalmente sobre los escenarios en 1931.
Debutó como bailarín de ballet en 1921 en el Teatro Mayol con la pieza Carneval. Tras ser varios años profesor de baile en Oslo, en 1926 fue contratado como instructor en el Teatro Nacional de Oslo. Su debut como actor llegó en 1931 con el Det Nye Teater. 
Aabel pasó gran parte de los años 1930 trabajando como primer actor y como profesor en las principales compañías teatrales de Oslo, siendo director del Teatro Carlos Juan entre 1933 y 1938. Actuó en diferentes géneros junto a Thorleif Reiss y Wenche Foss, actuando con este último en diferentes proyectos a lo largo de las siguientes décadas, como ocurrió en la pieza Soloppgang i Riga en 1979. Trabajó también para el Teatro Central entre 1938 y 1940, y nuevamente para el Teatro Nacional de Oslo desde 1940 a 1972.
No empezó a actuar en el cine hasta finales de los años 1930. Sin embargo, para el público general es sobre todo recordado por su faceta de narrador de historias, especialmente relatos de Hans Christian Andersen. Tras su retiro, Per Aabel frecuentó las intervenciones televisivas como narrador, actuando igualmente en celebraciones nacionales y aniversarios artísticos. Su estatua, esculpida por el noruego Nina Emilie Sundbye, se descubrió en 1999 en la entrada del Teatro Nacional de Oslo. 
Per Aabel falleció en Oslo en el año 1999. En atención a su larga carrera y la reputación que tenía, 
su funeral fue sufragado por el estado noruego.
El Premio Honorario Per Aabel (Per Aabels ærespris) se concede anualmente el día 25 de abril, coincidiendo con el cumpleaños de Aabel. El premio se instituyó en 1979 y se concede a un intérprete noruego de talento. El comité que selecciona el premio está compuesto por Wenche Foss, Bjarte Hjelmeland y el director teatral Eirik Stubø.

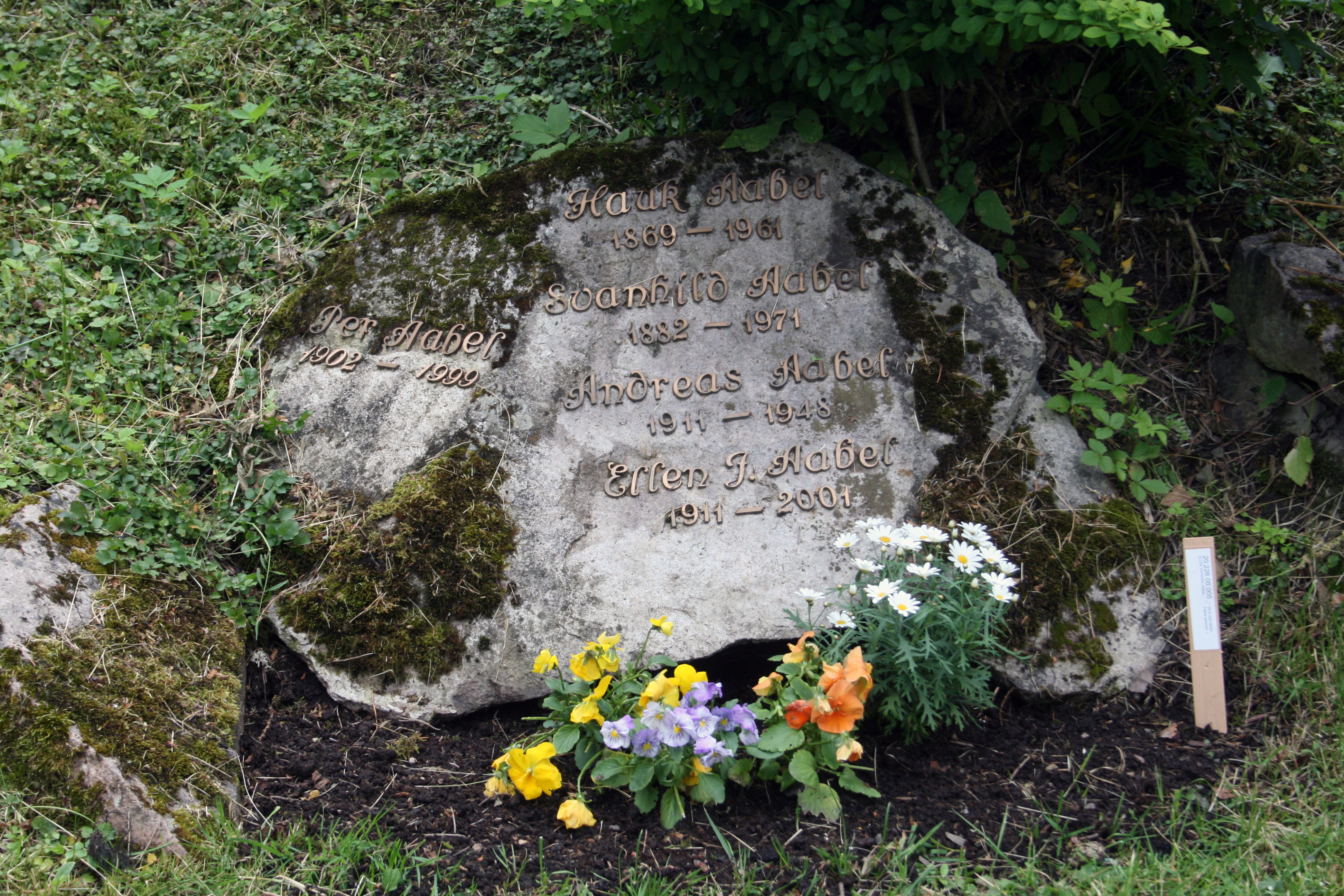
Tumba de Per Aabel y de su padre en el Cementerio Vestre gravlund de Oslo.

## Filmografía (selección)
- 1939: Forandring fryder
- 1939: Ombyte förnöjer
- 1942: En herre med bart
- 1946: Et spøkelse forelsker seg
- 1950: Du verden
- 1953: Brudebuketten
- 1980: Den stundesløse Per Aabel

## Premios y reconocimientos
- 1972: Premio Peer Gynt
- 1970: Premio honorífico Karl Gerhard
- 1975: Premio Spellemannprisen
- 1978: Nombrado Comendador con estrella de la Orden de San Olaf[8]
- 1988: Gran Cruz de la Orden de San Olaf
- 1988: Premio Amanda
- 1996: Medalla St. Hallvard
- 1998: Premio Amanda